# Vilnius
Vilnius (polj. Wilno, fin. Vilna, rus. Вильнюс; stariji hrvatski naziv je Vilna) glavni je i najveći grad Litve. Ima 555.613 stanovnika (2008.) i prostire se na 401 km2. Leži na ušću rijeke Vilnie u rijeku Viliju.
Vilnius je bio Europski glavni grad kulture za 2009. godinu.

## Povijest
Grad se prvi put spominje 1323. u pismu litvanskog velikog vojvode Gedimina. Neki povjesničari smatraju da je Vilnius grad Voruta koji je bio glavni grad Litve za vrijeme kralja Mindauga u 13. st. Grad je bio glavni grad Velike Kneževine Litve (rezidencija vojvode je ranije bila u obližnjem dvorcu Trakai). Velika Kneževina Litva bila je snažna država koja se protezala od Baltika do Crnog mora. Grad polako gubi na značenju nakon ujedinjenja Litve i Poljske. Početkom 16. st. sagrađene su gradske zidine.
Godine 1579. osnovano je Vilniusko sveučilište te je grad postao jedan od najvažnijih znanstvenih i kulturnih centara Poljsko-Litvanske Unije. U gradu su studirali pripadnici raznih naroda koji su govorili različitim jezicima, te je grad uspoređivan s Babilonom. U 17. i 18. st. grad je nastradao u mnogim ratovima koji su se vodili u pribaltičkom prostoru između Poljsko-Litvanske Unije, Rusije, njemačkog viteškog reda i Švedske. Nakon podjele Poljske pripao je Ruskom Carstvu. U vrijeme ruske vlasti razvoj grada je stagnirao. Početkom 20. st. većinu stanovnika u gradu činili su Poljaci i Židovi, a Litvanaca, i Rusa bilo je svega nekoliko postotaka.
Nakon 1. svj. rata proglašena je nezavisnost Litve. Između Litve i Poljske došlo je do spora oko Vilniusa. Između 1920. i 1922. postojala je posebna država nazvana Republika Srednja Litva koja je obuhvaćala samo prostor Vilniusa s okolicom. Godine 1922. Poljska je zauzela Vilnius i glavni grad Litve je privremeno premješten u Kaunas. Poljaci su potakli njegov razvoj: ponovo je otvoreno sveučilište i razvija se industrija pa je 1931. Vilnius, odnosno poljski Wilno, bio peti grad po veličini u Poljskoj.
Već početkom 2. svj. rata sovjetske su trupe zauzele Vilnius (prema tajnom sporazumu Hitlera i Staljina o podjeli Poljske). Sovjetska je vlast Vilnius vratila Litvi koja je 1940. postala jedna od sovjetskih republika. Između 1941. i 1944. grad je bio pod njemačkom okupacijom i ubijeno je 95% Židova koji su živjeli u gradu. Godine 1944. sovjetske su snage vratile grad koji je postao glavni grad Litvanske Sovjetske Socijalističke Republike. Godine 1946. preostalo poljsko stanovništvo protjerano je iz grada. Od 1991. Vilnius je glavni grad nezavisne Litve. Danas se razvija u moderni europski grad.

## Zemljopis
Vilnius je smješten u jugoistočnoj Litvi nedaleko od granice s Bjelorusijom. Nalazi se na ušću rijeke Vilnie u rijeku Viliju. Reljef oko grada je nizinski, ali je teren vrlo šumovit.

## Znamenitosti
Vilnius je grad vrlo bogate arhitekture raznih stilova. Izmjenjuju se gotika, renesansa, barok i neoklasicizam. Staro gradsko središte (Vilniaus senamiestis), koje čini 1487 zgrada i 70 ulica na oko 1.497 m², upisano je na listu svjetske baštine UNESCO-a. Poznata je gradska vijećnica na glavnom trgu Rotušės aikštė. Turistički su zanimljive zgrade sveučilišta i predsjednička palača. Postoji tvrđava iz vremena litvanskog velikog vojvode Gedimina.
Vilnius je poznat kao grad mnogih crkava (jedan od gradova s najvećim brojem crkava u gradskom središtu). Zanimljiva je katedrala sv. Stanislava i Vladislava, koja izgledom podsjeća na grčki hram (netipično za arhitekturu sjeverne Europe). Crkva sv. Ane remek-djelo je kasne gotike. Nalazi se u kompleksu crkve i samostana sv. Bernarda.
Zanimljiv kulturni projekt je umjetnička republika Užupis. Umjetnici su dio grada proglasili posebnom umjetničkom "državom" u kojoj se održavaju razni kulturni projekti.

## Gradske četvrti
Grad Vilnius je sastavljen od 20 gradskih četvrti:
| - Fabijoniškės - Santariškės - Jeruzalė - Valakupiai - Baltupiai - Pašilaičiai - Zujūnai - Justiniškės - Viršuliškės - Šeškinė - Šnipiškės | - Antakalnis - Žirmūnai - Pilaitė - Žvėrynas - Senamiestis - Vilnius Centras - Naujamiestis - Karoliniškės - Lazdynai - Naujininkai - Kirtimai |

## Poznate osobe
- Toma Zdelarić, hrv. isusovac, prof. filozofije, osnivač filozofskog studija u Vilni

## Gradovi prijatelji
Vilnius ima 14 gradova prijatelja, kao i sporazume o suradnji s još 20 gradova:
| - Alma Ata, Kazahstan - Astana, Kazahstan - Akhisar, Turska - Aalborg, Danska - Bruxelles, Belgija - Budimpešta, Mađarska - Chicago, SAD - Dnjipro, Ukrajina - Donjeck, Ukrajina | - Duisburg, Njemačka - Edinburgh, Škotska - Erfurt, Njemačka - Gdanjsk, Poljska - Guangzhou, Kina - Joensuu, Finska - Kijev, Ukrajina - Kišinjev, Moldova - Krakov, Poljska | - Łódź, Poljska - Madison, SAD - Minsk, Bjelorusija - Moskva, Rusija - Oslo, Norveška - Pavia, Italija - Pirej, Grčka - Reykjavík, Island | - Riga, Latvija - Salzburg, Austrija - Sankt Peterburg, Rusija - Stockholm, Švedska - Strasbourg, Francuska - Taipei, Tajvan - Tallinn, Estonija - Varšava, Poljska |

## Galerija
- Spomenik Tri križa
- Crkva sv. Ane
- Vilniuska katedrala, godine 1912.
- Katedrala
- Stari grad (Senamiestis)
- Četvrt Justiniškės
- Rijeka Vilnia
- Pogled na Stari grad
- Predsjednička palača
- Gediminasova tvrđava

## Vanjske poveznice
- Službena stranica (lit.) (engl.)
- Turistička zajednica Vilniusa (lit.) (engl.)
- Vilnius Life - vodič kroz Vilnius (engl.)
- vilnius.com  Arhivirana inačica izvorne stranice od 6. siječnja 2009. (Wayback Machine) (engl.)
- InYourPocket - Vodič kroz Vilnius  Arhivirana inačica izvorne stranice od 18. rujna 2008. (Wayback Machine) (engl.)
- Litavsko pravno sveučilište  Arhivirana inačica izvorne stranice od 9. studenoga 2007. (Wayback Machine) (lit.) (engl.)

### Ostali projekti
|  | Zajednički poslužitelj ima još gradiva o temi Vilnius |